# Samsung Galaxy J1 (2016)
O Samsung Galaxy J1 (2016) (também chamado Galaxy Express 3 e Galaxy Amp 2) é um smartphone Android fabricado pela Samsung Electronics lançado em janeiro de 2016.

## Especificações

### Hardware
O J1 (2016) tem uma tela Super AMOLED de 4,5 polegadas. É alimentado por um SoC da Speadtrum SC9830 (SM-J120H/M etc...) ou Exynos 3475 (SM-J120F/FN etc...) composto por uma CPU quad-core 1.3 GHz ARM Cortex A7 com 1 GB de RAM. Tem 8 GB de armazenamento e funcionalidade de Cartão SIM dupla para modelos Dual.

### Software
O J1 (2016) é executado com Android 5.1.1 "Lollipop" e a interface de usuário TouchWiz da Samsung. Também estão disponível as ROMs customizadas, como por exemplo a LineageOS 17.1 (Android 10 "Q").

## Links externos
Sítio oficial